# Régiment de Vaussieux-Hericy cavalerie
Pour les articles homonymes, voir régiment de Bezons.
Le régiment de Vaussieux-Hericy cavalerie est un régiment de cavalerie du royaume de France créé en 1749.

## Création et différentes dénominations
- 15 mars 1749 : création du régiment de Bezons cavalerie
- 1758 : renommé régiment de Vaussieux-Hericy cavalerie
- 1er décembre 1761 : réformé par incorporation au régiment d’Aquitaine cavalerie

## Équipement

### Habillement

Uniforme
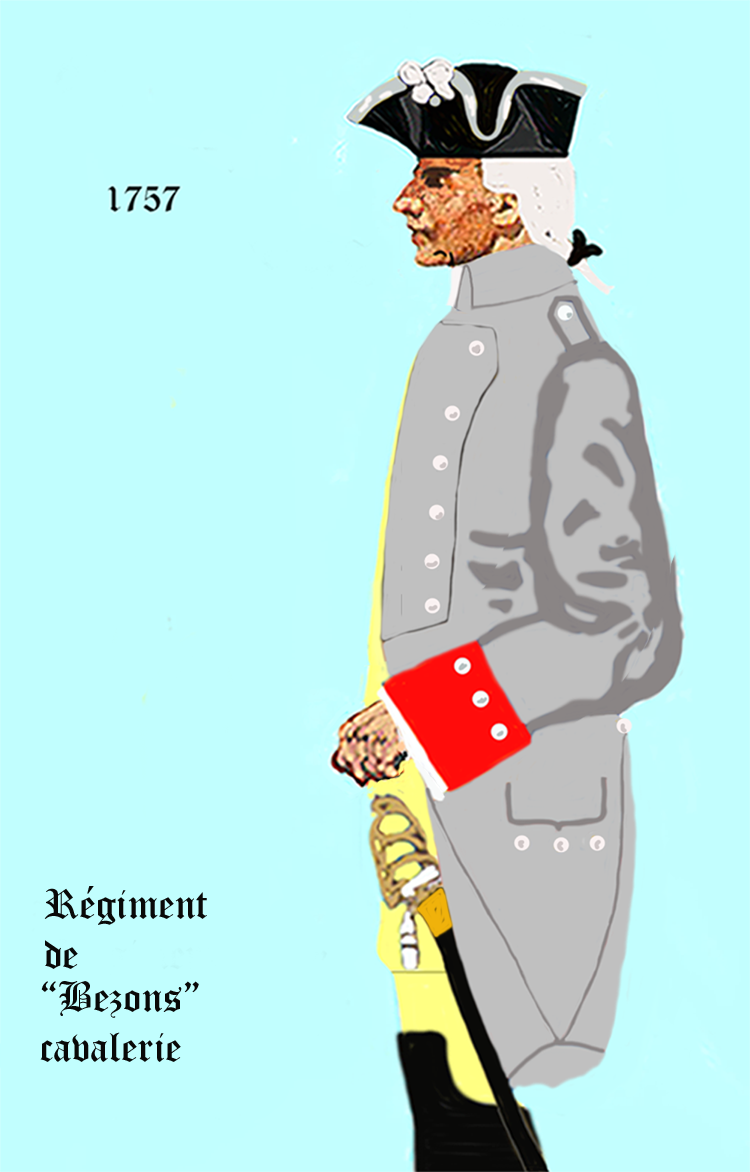
de 1757 à 1761

## Historique

### Mestres de camp
- 15 mars 1749 : Jacques Gabriel Bazin, comte de Bezons, brigadier le 5 juin 1747, maréchal de camp le 1er mai 1758, lieutenant général le 25 juillet 1762
- 1758 : Philippe Jacques de Herici (de Héricy), marquis de Vaussieux

### Composition
Le régiment de Bezons est créé en 1749 avec 8 compagnies provenant des 16 premiers régiments de cavalerie :
1. régiment Colonel-Général cavalerie
2. régiment Mestre de Camp Général cavalerie
3. régiment du Commissaire Général cavalerie
4. régiment Royal cavalerie
5. régiment du Roi cavalerie
6. régiment Royal-Étranger cavalerie
7. régiment des Cuirassiers du Roi
8. régiment Royal-Cravates cavalerie
9. régiment Royal-Roussillon cavalerie
10. régiment Royal-Piémont cavalerie
11. régiment Royal-Allemand cavalerie
12. régiment Royal de carabiniers
13. régiment Royal-Pologne cavalerie
14. régiment de La Reine cavalerie
15. régiment du Dauphin cavalerie
16. régiment de Dauphin-Étranger cavalerie